# Cuba (pel·lícula)
Cuba és una pel·lícula de Richard Lester amb Sean Connery, estrenada l'any 1979. Té lloc durant la revolució cubana de 1959. Ha estat doblada al català.

## Argument
Un mercenari britànic torna a Cuba, on la revolució amenaça l'autoritat declinant del dictador Fulgencio Batista. Hi troba un dels seus amors passats (Brooke Adams), que és deixada pel seu marit cubà (Chris Sarandon). La pel·lícula s'acaba amb la caiguda de l'Havana en mans dels revolucionaris de Fidel Castro.

## Al voltant de la pel·lícula
Aquesta pel·lícula presenta semblances de to i de contingut amb la pel·lícula estatunidenca Havana, de 1990, en la qual va actuar Robert Redford.
Una seqüència mostra Martin Balsam veient una còpia de 16 mm de la pel·lícula "El Malson de Dracula" de Terence Fisher (1958), i més precisament l'escena final de l'enfrontament entre el Doctor Van Hesling (Peter Cushing) i el Comte Dracula (Christopher Lee).

## Repartiment
- Sean Connery: Maj. Robert Dapes
- Brooke Adams: Alexandra Lopez de Pulido
- Jack Weston: Larry Gutman
- Hector Elizondo: Capt. Raphael Ramirez
- Denholm Elliott: Donald Skinner
- Martin Balsam: General Bello
- Chris Sarandon: Juan Pulido
- Danny De la Paz: Julio Mederos
- Lonette McKee: Therese Mederos
- Alejandro Rey: Faustino
- Louisa Moritz: Miss Wonderly
- Dave King: Agent de premsa de Miss Wonderly
- Walter Gotell: Don Jose Pulido
- David Rappaport: Jesus
- Wolfe Morris: General Fulgencio Batista
- Michael Lees: Roger Maxwell-Lafroy
- Tony Mathews: Carrillo
- Roger Lloyd-Pack: Nunez
- Leticia Garrido: Celia
- Maria Charles: Senora Pulido
- Pauline Peart: Dolores
- Anna Nicholas: Maria
- Earl Cameron: Coronel Leyva
- John Morton: Gary
- Anthony Pullen Shaw: Spencer
- Stefan Kalipha: Ramon, fàbrica de cigars
- Raul Newney: Pintor
- Ram John Holder: Sergent gras
- James Turner: Xofer de Pulido